# Material de vidrio (química)

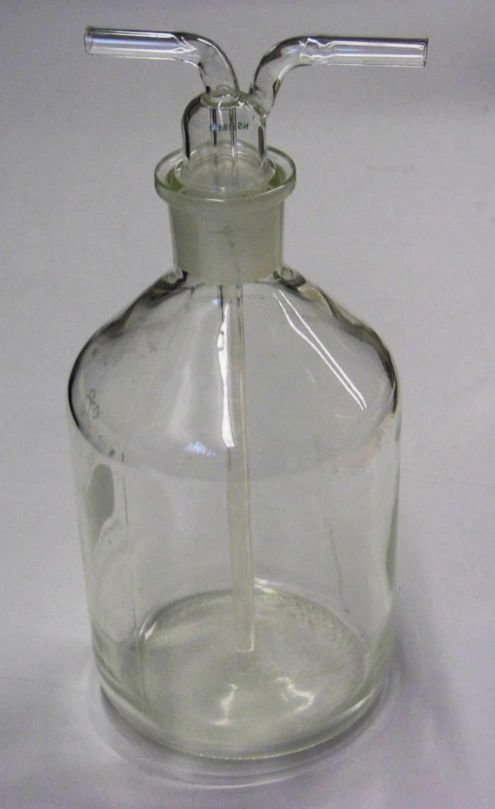
Botella para lavado de gases.

En un laboratorio de química se utilizan diversos materiales de laboratorio; a aquellos que están constituidos principalmente por vidrio, se les denomina material de vidrio o vidriería de laboratorio.
Ciertos materiales son creados y graduados para poder medir volúmenes con mayor precisión; en estos casos se habla de material volumétrico.

## Materiales comprendidos
El vidrio es uno de los materiales más antiguos y más utilizados en química. Para su uso en el laboratorio es común que estos materiales sean refractarios (resistentes al calor), para evitar accidentes cuando sea necesario exponer alguno de estos a llamas o Asadores.
- Agitador
- Embudo de decantación
- Balón de destilación
- Bureta
- Matraz
- Matraz de Erlenmeyer
- Cristalizador
- Dedo frío (condensador)
- Desecador
- Kitasato
- Medida cónica
- Pipeta
- Retorta
- Tubo de ensayo
- Placa de Petri
- Tubo refrigerante
- Tubo de desprendimiento (química)
- Varilla de vidrio
- Vaso de precipitado
- Vidrio de reloj
- Decantador
- Probeta

- Datos: Q657709
- Multimedia: Laboratory glassware / Q657709